# Ministre de la Justice et des Droits de l'Homme

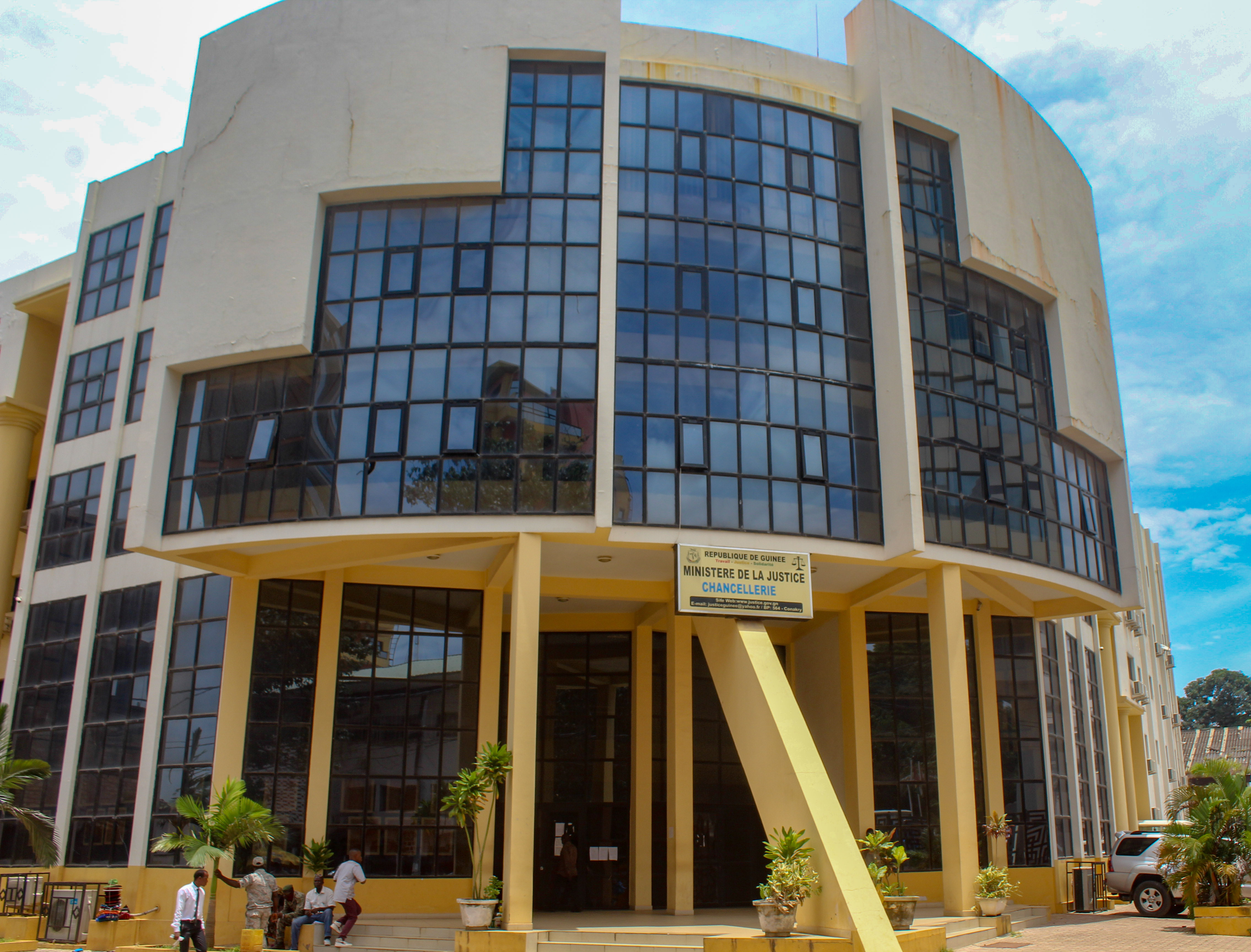

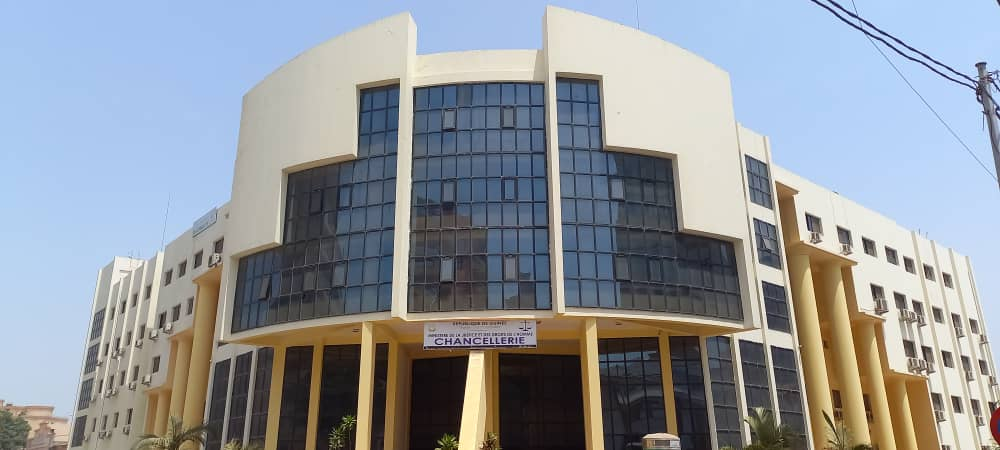

Le ministre de la Justice et des Droits de l'Homme, en Guinée, est un membre du gouvernement. Il est nommé par le président de la République sur proposition du Premier ministre. Il dirige les administrations du ministère de la Justice, et a autorité sur les magistrats du parquet. Ceux de sièges sont indépendants.
Le ministre de la Justice est également détenteur du Grand Sceau de Guinée et porte également le titre de garde des Sceaux.

## Fonctions
Son titre de « garde des Sceaux » précède celui de ministre en toutes circonstances.
Le ministre de la Justice présente devant le Parlement les projets de loi relatifs au droit pénal ou au droit civil, les réformes constitutionnelles, ainsi que le budget des juridictions.

### Vis-à-vis de l'administration
Le ministre dirige plusieurs administrations du ministère, qui comprend en particulier l'administration pénitentiaire, la protection judiciaire et le délégué interministériel à l’aide aux victimes.

### Vis-à-vis des magistrats
Le ministre de la Justice conduit la politique pénale déterminée par le Gouvernement. Il veille à la cohérence de son application sur le territoire de la République. À cette fin, il adresse aux magistrats du ministère public des instructions générales. Il ne peut leur adresser aucune instruction dans des affaires individuelles. Les procureurs généraux lui adressent un rapport annuel de politique pénale sur l’application de la loi et des instructions générales ainsi qu’un rapport annuel sur l’activité et la gestion des parquets de son ressort. Les magistrats du parquet sont placés sous la direction et le contrôle de leurs chefs hiérarchiques et sous l’autorité du garde des sceaux, ministre de la justice. À l’audience, leur parole est libre. Le ministre de la Justice propose les nominations au Conseil supérieur de la magistrature de ces magistrats, mais n’est pas lié à son avis.
Le ministre de la Justice propose les nominations au Conseil supérieur de la magistrature des magistrats du siège hors magistrats du siège à la Cour de cassation, premier présidents de cour d’appel et présidents de tribunal de grande instance. Ces magistrats, qui sont inamovibles, sont nommés sur avis conforme.
Le ministre peut également saisir le Conseil sur des questions disciplinaires. Il rend les décisions disciplinaires dans le cas des magistrats du parquet.

### Vis-à-vis des officiers ministériels

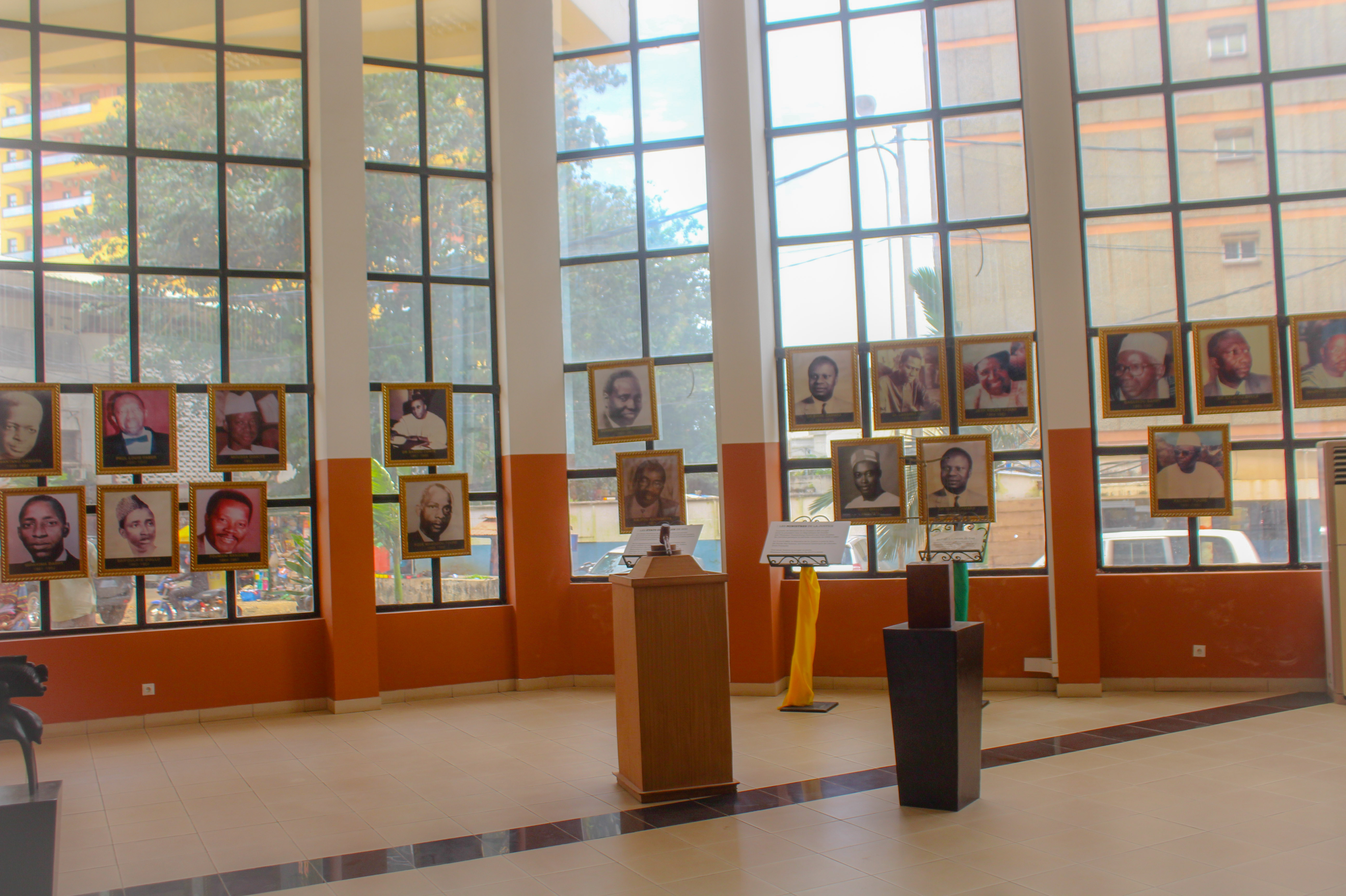
Salle d’accueil du ministère de la justice guinéen

Le garde des sceaux, ministre de la justice, nomme par arrêté les officiers publics ou ministériels (notaires, huissiers de justice…). Il accepte leur démission ou leur retrait d’une société titulaire d’un office en la même forme.

## Liste des ministres de la Justice

### De 1958 à nos jours
| Ministre | Photo | Intitulé                                                          | Début            | Fin               | Gouvernement                                                           |
| --- | ----- | ----------------------------------------------------------------- | ---------------- | ----------------- | ---------------------------------------------------------------------- |
| Damantang Camara |       | Ministre la Justice, Garde des Sceaux                             | 4 octobre 1958   | 1960              |                                                                        |
| Barry III |       | Ministre la Justice, Garde des Sceaux                             | 1er mars 1960    | 31 janvier 1961   |                                                                        |
| Paul Louis Faber |       | Ministre la Justice, Garde des Sceaux                             | 31 janvier 1961  | 1er janvier 1963  |                                                                        |
| Saifoulaye Diallo |       | Ministre la Justice, Garde des Sceaux                             | 1er janvier 1963 | 11 janvier 1964   |                                                                        |
| Moussa Diakité |       | Ministre la Justice, Garde des Sceaux                             | 11 février 1964  | 8 novembre 1964   |                                                                        |
| Toumani Sangare |       | Secretaire d'État                                                 | 11 novembre 1964 | 1967              |                                                                        |
| Saïdou Conte |       | Ministre la Justice, Garde des Sceaux                             | 1967             | 19 janvier 1968   |                                                                        |
| Fode Mamadou Toure |       | Ministre la Justice, Garde des Sceaux                             | 19 janvier 1968  | 16 mai 1969       |                                                                        |
| Damantang Camara |       | Ministre la Justice, Garde des Sceaux                             | 16 mai 1969      | octobre 1969      |                                                                        |
| Mohamed Kassory Bangoura |       | Ministre la Justice, Garde des Sceaux                             | 1969             | 1971              |                                                                        |
| Saliou Coumbassa |       | Ministre la Justice, Garde des Sceaux                             | 1971             | 1971              |                                                                        |
| Sikhé Camara |       | Ministre la Justice, Garde des Sceaux                             | 15 novembre 1971 | 19 mai 1972       |                                                                        |
| Telli Diallo |       | Ministre la Justice, Garde des Sceaux                             | mai 1972         | 23 juillet 1976   | Gouvernement Béavogui                                                  |
| Lansana Diané |       | Ministre la Justice, Garde des Sceaux                             | 1976             | 1er mai 1979      | Gouvernement Béavogui                                                  |
| Sikhé Camara |       | Ministre la Justice, Garde des Sceaux                             | 1er mai 1979     | 3 avril 1984      | Gouvernement Béavogui                                                  |
| Jean Kolipé Lamah |       | Ministre la Justice, Garde des Sceaux                             | 6 mai 1984       | 22 juillet 1985   |                                                                        |
| Bassirou Barry |       | Ministre la Justice, Garde des Sceaux                             | 22 décembre 1985 | 21 février 1991   |                                                                        |
| Facinet Touré |       | Ministre la Justice, Garde des Sceaux                             | 21 février 1991  | 6 février 1992    |                                                                        |
| Dafilou Sylla |       | Ministre la Justice, Garde des Sceaux                             | 6 février 1992   | 23 juillet 1994   |                                                                        |
| Maurice Togba Zogbelemou |       | Ministre la Justice, Garde des Sceaux                             | 10 juin 1996     | 7 mai 2000        |                                                                        |
| Abou Camara |       | Ministre la Justice, Garde des Sceaux                             | 7 juin 2000      | 15 avril 2004     |                                                                        |
| Mamadou Sylla |       | Ministre la Justice, Garde des Sceaux                             | 15 avril 2004    | 26 mai 2006       |                                                                        |
| Alsény Rene Gomez |       | Ministre la Justice, Garde des Sceaux                             | 26 mai 2006      | 28 mars 2007      |                                                                        |
| Paulette Kourouma |       | Ministre d'État,ministre la Justice, Garde des Sceaux             | 28 mars 2007     | 19 juin 2008      | Gouvernement Kouyaté                                                   |
| Bachir Touré |       | Ministre d'État,ministre la Justice, Garde des Sceaux             | 2008             | 24 décembre 2008  | Gouvernement Souaré                                                    |
| colonel Siba Nolamou |       | Ministre d'État,ministre la Justice, Garde des Sceaux             | 24 janvier 2009  | 2010              | Gouvernement Komara Gouvernement Doré                                  |
| Christian Sow |       | Ministre d'État,ministre la Justice, Garde des Sceaux             | 24 décembre 2010 | 15 janvier 2014   | Gouvernement Said Fofana (1)                                           |
| Cheick Sako |       | Ministre d'État,ministre la Justice, Garde des Sceaux             | 20 janvier 2014  | 20 mai 2019       | Gouvernement Saïd Fofana (2) Gouvernement Youla Gouvernement Kassory I |
| Mamadou Lamine Fofana |       | Ministre d'État,ministre la Justice, Garde des Sceaux             | 27 mai 2019      | 19 juin 2020      | Gouvernement Kassory I                                                 |
| Mory Doumbouya |       | Ministre d'État,ministre la Justice, Garde des Sceaux             | 19 juin 2020     | 05 septembre 2021 | Gouvernement Kassory I et II                                           |
| Fatoumata Yarie Soumah |       | Garde des Sceaux, Ministre de la Justice et des droits de l'homme | 2 novembre 2021  | 31 décembre 2021  | Béavogui                                                               |
| Me Moriba Alain Koné |       | Garde des Sceaux, Ministre de la Justice et des droits de l'homme | 31 décembre 2021 | 8 juillet 2022    | Béavogui                                                               |
| Alphonse Charles Wright |       | Garde des Sceaux, Ministre de la Justice et des droits de l'homme | 8 juillet 2022   | 19 février 2024   | Béavoguiet Bernard Goumou                                              |
| Yaya Kairaba Kaba |       | Garde des Sceaux, Ministre de la Justice et des droits de l'homme | 13 mars 2024     | En cours          | Bah Oury                                                               |
| Dans l'intervalle entre les mandats, le ministre sortant assure la gestion des affaires courantes. Titres successifs : - Depuis octobre 2021 : Garde des Sceaux, Ministre de la Justice et des droits de l'homme |       |                                                                   |                  |                   |                                                                        |

## Galerie

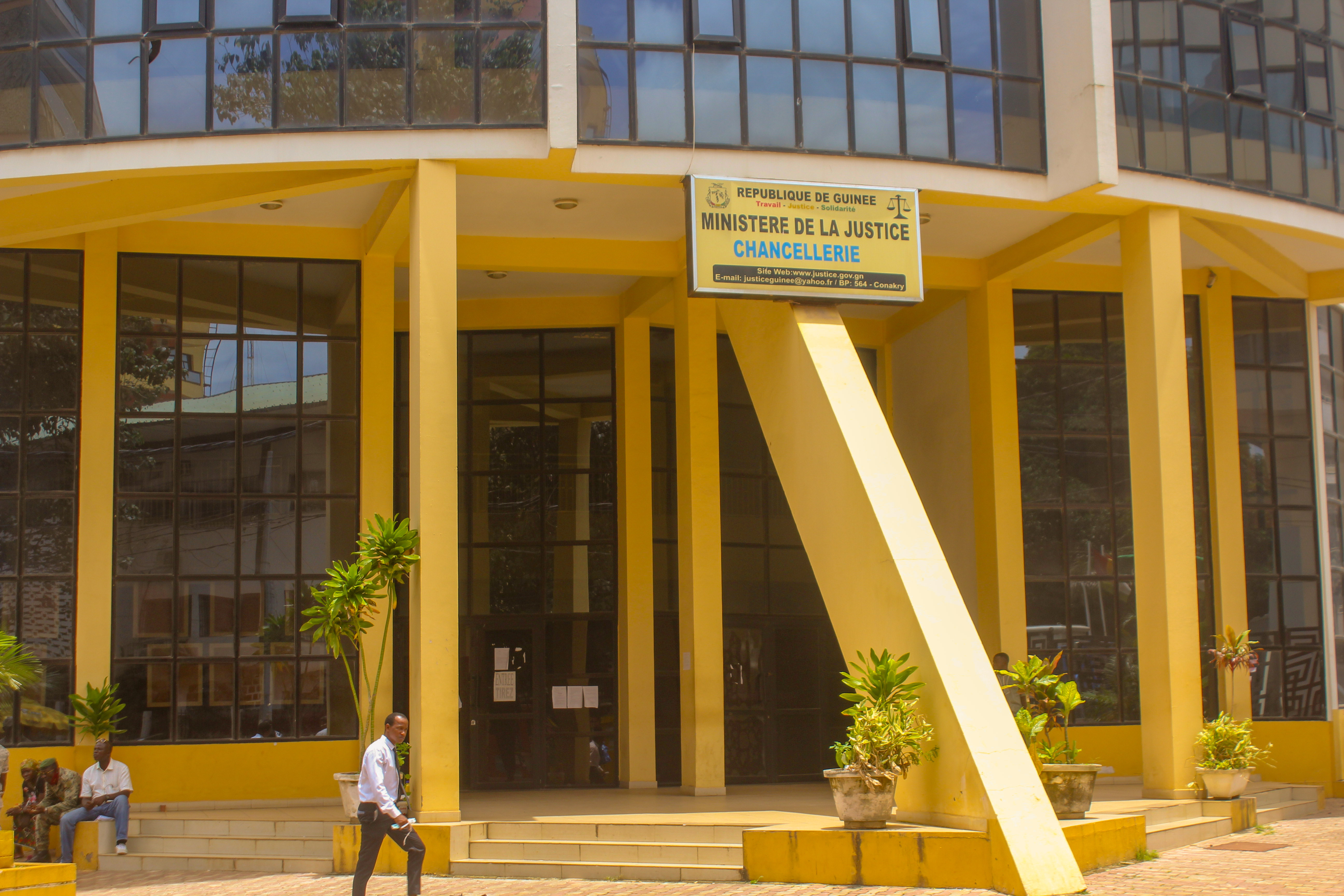
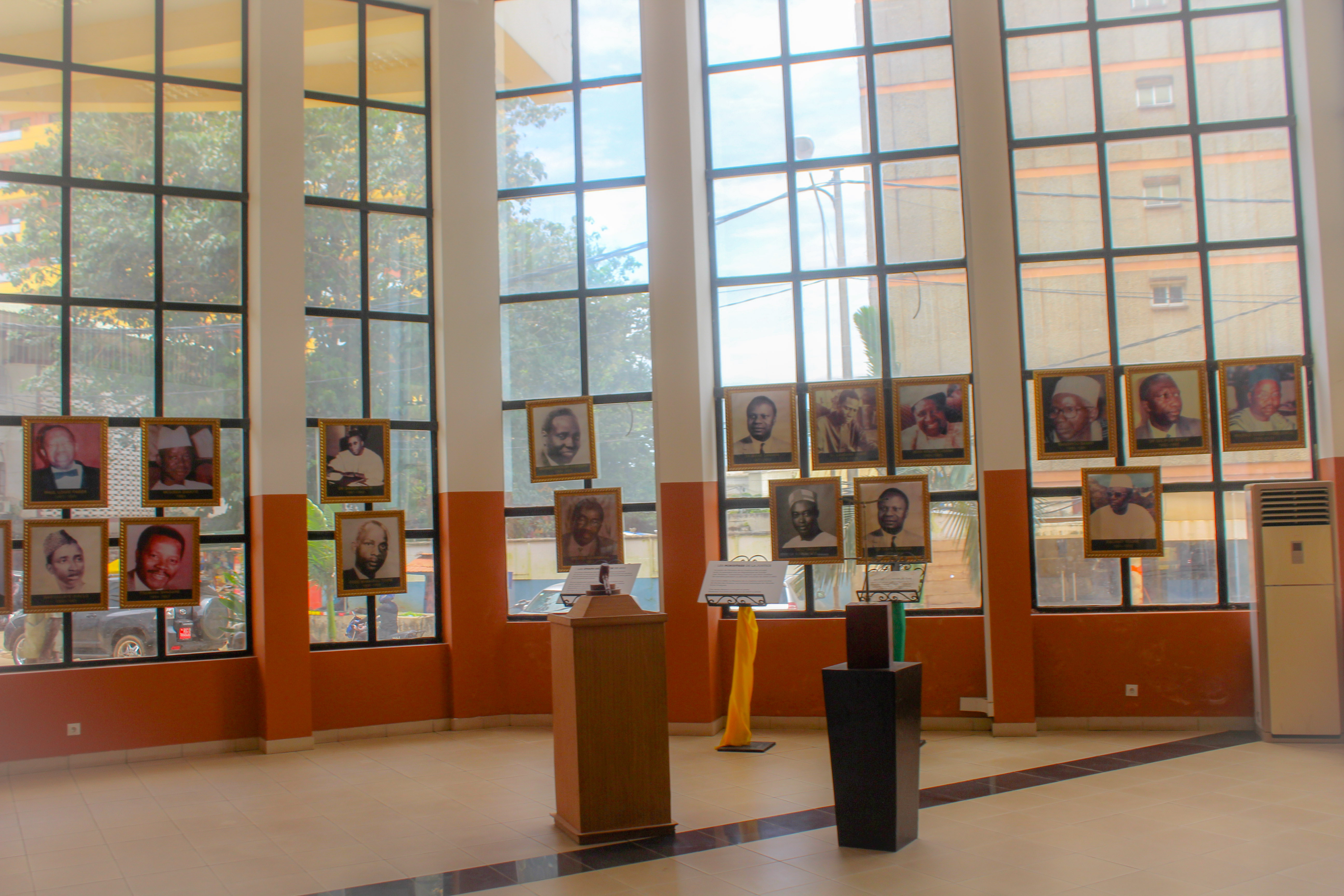
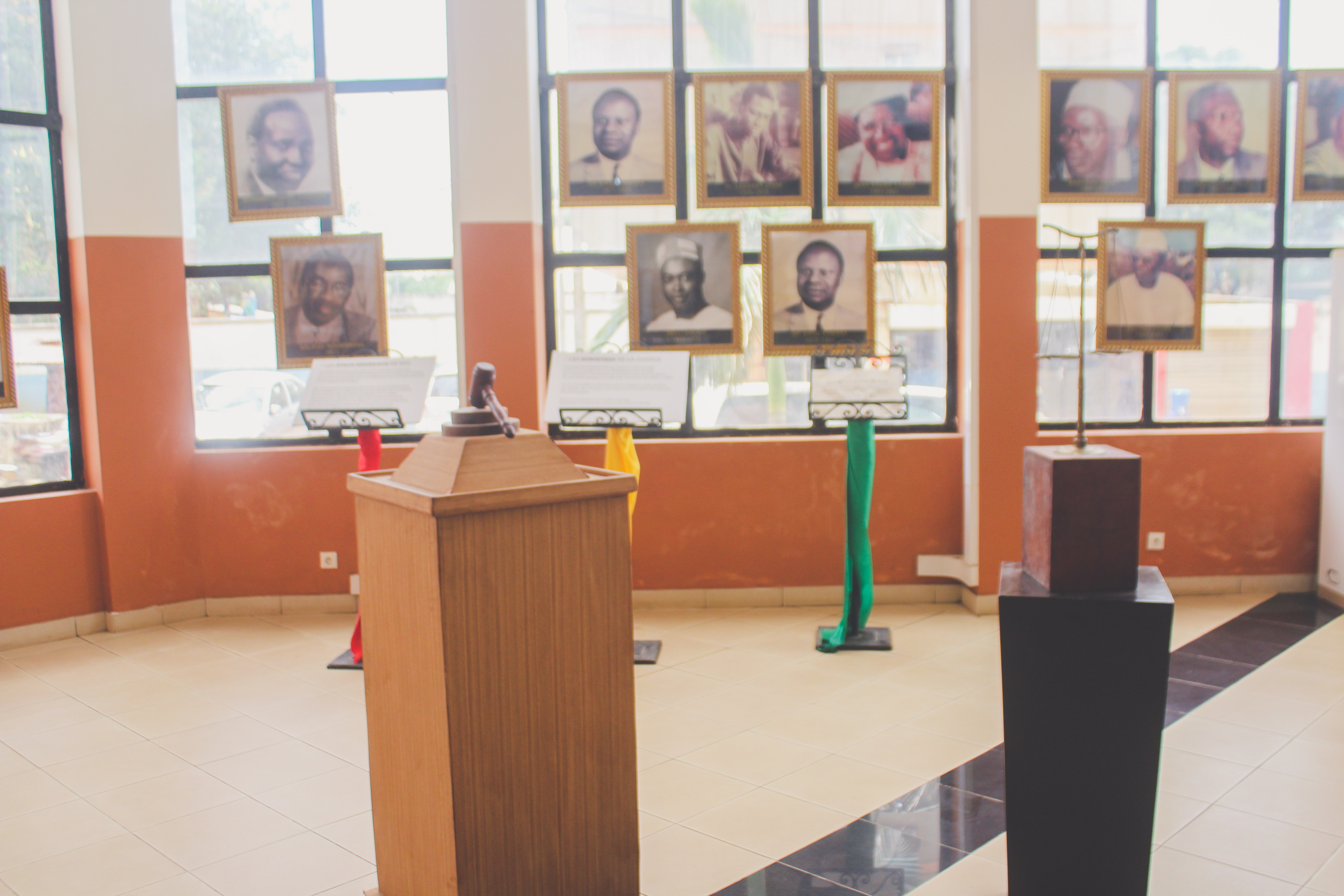
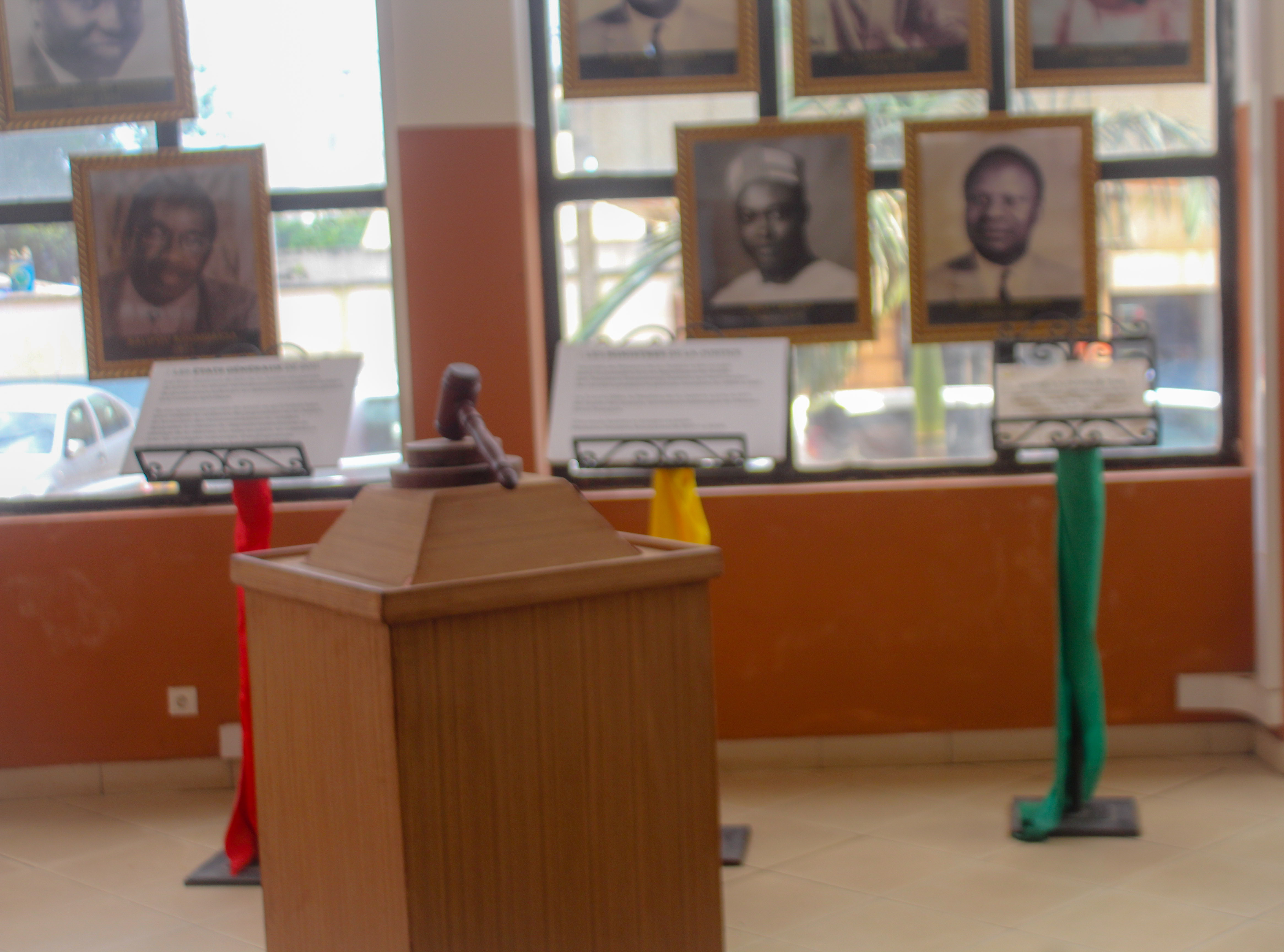